# Velika nagrada Francije 1938
Velika nagrada Francije 1938 je bila prva dirka evropskega avtomobilističnega prvenstva v sezoni 1938. Potekala je 3. julija 1938 na francoskem dirkališču Reims-Gueux.

## Poročilo

### Pred dirko
Dirka za Veliko nagrado Francije je bila ponovno na koledarju Grand Prix dirk, toda z dirkališča Autodrome de Linas-Montlhéry je bila prestavljena na dirkališče Reims-Gueux. Februarja 1938 je francoska vlada dodala milijon frankov v komite Fonds of Course za razvoj francoskega dirkanja. Po zmagah na dirkah Grand Prix de Pau in Velika nagrada Corka, je bil Delahaye prepričan o subvenciji za skoraj že izdelane dirkalnike Delahaye 155. Na razočaranje poltovarniškega moštva, Ecurie Bleue, je 600.000 frankov subvencije dobil Talbot po tem, ko je Anthony Lago pokazal nekaj načrtov za dirkalnik in obljubil njegovo izdelavo do te dirke. Lastnica Ecurie Bleue, Lucy Schell, je grozila z bojkotom dirke za Veliko nagrado Francije. Francosko avtomobilsko združenje je odgovorilo z napovedjo, da lahko le konstruktorji, ki bodo sodelovali na Veliki nagradi Francije, opravičeni do subvencij. Ostali francoski konstruktorji, Bugatti, Talbot in SEFAC, so se dirke udeležili, Lucy Schell pa je prestavila sedež svoje ekipe v Monako in bojkotirala dirko. 
Talbot do dirke ni imel pripravljenih novih dirkalnikov, zato so iz dveh športnih avtomobilov Talbot T150C odstranili luči, blatnike in ostalo ter jih pripeljali na dirko za Philippa Étancelina in Renéja Carrièreja. Auto Union je pripeljal dva nova dirkalnika z aerodinamično šasijo. Moštvo je bilo v velikih težavah, saj sta oba dirkača, Rudolf Hasse in Hermann Paul Müller, na prostih treningih doživela nesreči. Hasse je popolnoma uničil dirkalnik, toda ni bil poškodovan, Müller pa je le rahlo poškodoval dirkalnik, toda zaradi poškodbe ni mogel štartati. Auto Union se je odločil umakniti oba nova dirkalnika in na prepričevanje organizatorjev so nastopili z dvema predelanima lanskima dirkalnika Typ C. Achille Varzi in Carlo Felice Trossi bi morala nastopiti v novih dirkalnikih Maserati 8CTF, toda moštva ni bilo na dirko. Na dirki tudi ni bilo moštva Alfa Corse in ker so bile prijave omejene le na tovarniška moštva, je bilo na štartni vrsti le devet dirkačev. Zato je Alfred Neubauer ponudil, da bi Richard Seaman štartal v četrtem Mercedes-Benzu W154, toda organizatorji so vstajali na maksimumu treh dirkalnikov na moštvo. 

### Dirka
Rudolf Caracciola je štartal slabo, v vodstvu pa sta bila ostala Mercedesova dirkača, Manfred von Brauchitsch in Hermann Lang. V ozadju se je Rudolf Hasse zavrtel v ovinku Virage de la Garenne, pri tem mu je ugasnil dirkalnik. Hasse je dirkalnik porinil dirkalnik na stransko cesto in ga uspel zagnati vzvratno na klancu, toda preden je uspel namestiti volan, je že zletel na polje in moral odstopiti. Christian Kautz je v istem času zadel v robnik in s poškodovanim zadnjem vzmetenjem je zapeljal v bokse in moral tudi on odstopiti. V prvem krogu je odstopil tudi Jean-Pierre Wimille, v drugem krogu pa še Eugène Chaboud. 
Po koncu drugega kroga so imeli Mercedesovi dirkači minuto prednosti pred obema Talbotoma. Alfred Neubauer je tokrat svojim dirkačem dovolil nekaj več medsebojnih bojev. Po več prehitevanjih je vodstvo prevzel Caracciola in naredil razliko desetih sekund. V dvajsetem krogu je Lang zapeljal na postanek v bokse, kjer je zaradi utekočinjenja goriva v motorju izgubil štiri minute, ko so poskušali zagnati njegov dirkalnik. Caraccioli je odpovedal eden od dvanajstih cilindrov in vodstvo je prevzel von Brauchitsch, ki je tudi zmagal, drugi je bil Caracciola, tretji pa vseeno Lang. Étancelin je odstopil okoli polovice dirke, tako da je bil uvrščen le še Carrière, ki je opravil dolg postanek v boksih za nastavitev zavor, z desetimi krogi zaostanka. 

## Rezultati

### Dirka
| Poz | Št | Dirkač                  | Moštvo               | Dirkalnik          | Krogi | Čas/Odstop      | Št. m. | Toč |
| --- | -- | ----------------------- | -------------------- | ------------------ | ----- | --------------- | ------ | --- |
| 1   | 26 | Manfred von Brauchitsch | Daimler-Benz AG      | Mercedes-Benz W154 | 64    | 3:04:38,5       | 2      | 1   |
| 2   | 24 | Rudolf Caracciola       | Daimler-Benz AG      | Mercedes-Benz W154 | 64    | + 1:31,1        | 3      | 2   |
| 3   | 28 | Hermann Lang            | Daimler-Benz AG      | Mercedes-Benz W154 | 63    | +1 krog         | 1      | 3   |
| 4   | 4  | René Carrière           | Talbot Darracq       | Talbot T150C       | 54    | +10 krogov      | 6      | 4   |
| Ods | 2  | Philippe Étancelin      | Talbot Darracq       | Talbot T150C       | 38    | Motor           | 7      | 5   |
| Ods | 10 | Eugène Chaboud          | SEFAC                | SEFAC              | 2     |                 | 8      | 7   |
| Ods | 16 | Christian Kautz         | Auto Union           | Auto Union C/D     | 1     | Trčenje         | 4      | 7   |
| Ods | 22 | Jean-Pierre Wimille     | Bugatti              | Bugatti T59/T50B   | 1     | Olje            | 9      | 7   |
| Ods | 18 | Rudolf Hasse            | Auto Union           | Auto Union C/D     | 1     | Trčenje         | 5      | 7   |
| DNS | 20 | Hermann Paul Müller     | Auto Union           | Auto Union C/D     |       | Poškodovan      |        | 8   |
| DNS |    | Ulrich Bigalke          | Auto Union           | Auto Union C/D     |       | Rezervni dirkač |        | 8   |
| DNS |    | Richard Seaman          | Daimler-Benz AG      | Mercedes-Benz W154 |       | Rezervni dirkač |        | 8   |
| DNA | 6  | ?                       | Talbot Darracq       | Talbot T150C       |       |                 |        | 8   |
| DNA | 8  | Joseph Paul             | Louis Delage         | Delage             |       | Poškodba        |        | 8   |
| DNA | 12 | Achille Varzi           | Officine A. Maserati | Maserati 8CTF      |       |                 |        | 8   |
| DNA | 14 | Carlo Felice Trossi     | Officine A. Maserati | Maserati 8CTF      |       |                 |        | 8   |
| DNA | 30 | René Dreyfus            | Ecurie Bleue         | Delahaye 145       |       | Bojkot          |        | 8   |
| DNA | 32 | Gianfranco Comotti      | Ecurie Bleue         | Delahaye 145       |       | Bojkot          |        | 8   |
| DNA | 34 | ?                       | Ecurie Bleue         | Delahaye 145       |       | Bojkot          |        | 8   |